# Tabah Foundation
Die Tabah Foundation (arabisch مؤسسة طابة, DMG muʾassasat Ṭāba ‚Tabah-Stiftung‘) ist eine 2005 von Habib Ali al-Dschifri (al-Jifri) gegründete und geleitete Non-Profit-Organisation in Abu Dhabi, der Hauptstadt der Vereinigten Arabischen Emirate (VAE). Die Tabah-Stiftung residiert in Tarim, wurde aber in den Vereinigten Arabischen Emiraten akkreditiert. Habib Ali al-Dschifri ist auch Vorstandsmitglied des Dar al-Mustafa in Tarim, Jemen, und Mitglied des Königlichen Aal-al-Bayt-Instituts für islamisches Denken (Royal Aal Al-Bayt Institute for Islamic Thought) in Jordanien.

„Ziel der Stiftung ist es nach den Angaben der Web-Seite der Einrichtung einerseits die Unterstützung der Entwicklung einer modernen und praxisbezogenen Form islamischen Lebens, wobei vor allem die Probleme von Muslimen als Minderheiten in westlichen Gesellschaften im Mittelpunkt dieser Aktivitäten stehen. Andererseits geht es aber auch um die Stärkung und Verbesserung der Debattenkultur im islamischen Kontext und um eine Verbesserung der Medienkompetenz von muslimischen Gelehrten. Dies geschieht durch entsprechende Lehr- und Ausbildungsprogramme, aber auch durch die Publikation entsprechender Veröffentlichungen, nicht nur im Arabischen, sondern auch im Englischen.“

## Senior Scholars Council
Ihrem Senior Scholars Council gehören bzw. gehörten folgende Persönlichkeiten an:
- Mohammed Said Ramadan al-Buti, Dekan des Fachbereichs Religion an der Fakultät für Islamisches Recht, Universität Damaskus, Syrien
- Abdullah bin Bayyah, Gründer und Präsident des Global Center for Renewal and Guidance
- Nuh al-Qudat, der ehemalige Großmufti des Haschemitischen Königreichs Jordanien
- Ali Muhammad Dschumua, Großmufti von Ägypten
- al-Habib Umar bin Hafiz, Dekan, Dar al-Mustafa, Tarim, Jemen

## Academic Advisory Committee
Ihrem Akademischen Beratungsausschuss (Academic Advisory Committee) gehören folgende Mitglieder an:
- Mahmud al-Masri, Syrien
- Farouk Hamada, Marokko
- Karim Lahham, Großbritannien
- Aref Ali Nayed, Libyen
- Kamran Bajwa, Vereinigte Staaten von Amerika
- Habib Ali al-Dschifri, Jemen
- Scheich Jihad Brown, Vereinigte Staaten von Amerika

## Projekte
Zu ihren Projekten zählen:
- Zayed House for Islamic Culture
- Dar al-Mustafa – Tarim
- Dar Al Hikmah – Brüssel
- College of Islamic Studies – Sanaa
- Al-Madina Satellite Channel
- Revival of Religious Education in East Africa – Lamu
- Tabah Talent Development Program
- Mahabba Awards Organization
- "Alive in Our Hearts"
- "That you may know one another" Program
- Documentaries

## Verschiedenes
An der Initiative A Common Word des Königlichen Aal al-Bayt Instituts für Islamisches Denken (Royal Aal al-Bayt Institute for Islamic Thought), Jordanien, ist die Tabah-Stiftung beteiligt.
Die Tabah Foundation wird mit der Finanzierung einer auf 427 Millionen Euro veranschlagten Großen Moschee von Kopenhagen in Verbindung gebracht.